# Michael Sánchez
Michael Sánchez Bozhuleva (ur. 5 czerwca 1986 w Połtawie) – kubański siatkarz, reprezentant kraju, grający na pozycji atakującego. Urodził się na Ukrainie skąd w wieku 2 lat wraz z rodziną wyemigrował na Kubę.
Podczas Mistrzostw Ameryki Północnej w 2007 roku doznał skomplikowanej kontuzji.

## Sukcesy klubowe
Puchar Rosji:
- 2011

Liga rosyjska:
- 2012

Klubowe Mistrzostwa Azji:
- 2013

Liga południowokoreańska:
- 2014

Klubowe Mistrzostwa Świata:
- 2014, 2023[5]

Puchar Master:
- 2016

Liga argentyńska:
- 2016

Liga turecka:
- 2017, 2018

Puchar Brazylii:
- 2022[6]

Klubowe Mistrzostwa Ameryki Południowej:
- 2022[7]

Liga brazylijska:
- 2022[8]
- 2023[9]

## Sukcesy reprezentacyjne
Mistrzostwa Ameryki Północnej, Środkowej i Karaibów:
- 2007

Puchar Wielkich Mistrzów:
- 2009

Puchar Panamerykański:
- 2022[10]

## Nagrody indywidualne
- 2011: MVP Pucharu Rosji
- 2013: Najlepszy punktujący Klubowych Mistrzostw Azji